# Portes-en-Valdaine
Portes-en-Valdaine é uma comuna francesa na região administrativa de Auvérnia-Ródano-Alpes, no departamento de Drôme. Estende-se por uma área de 15,04 km². Em 2010 a comuna tinha 421 habitantes (densidade: 28 hab./km²).